# Ölmühle Connemann
Die Leeno medical GmbH (früher: Ölmühle Connemann GmbH) in Leer (Ostfriesland) ist ein Hersteller von Transportgeräten. Früher wurden Pflanzenöle hergestellt und verarbeitet. Die Ölmühle zählte zu den Vorreiterunternehmen der industriellen Biodieselherstellung.

## Geschichte
Das Unternehmen ging aus dem Unternehmen Seifenfabrik und Kolonialwarengroßhandlung C. L. Marchés & Co. hervor und firmierte ab 1750 als Wilhelm Connemann. In den folgenden Jahrzehnten arbeitete das Unternehmen unter anderem als Mühle für Muschelkalk, Knochenmühle, Sodafabrik, Fabrik für Presshefe und Kornbrennerei. Mitte des 19. Jahrhunderts wurde am Hafen auf dem Henry’schen Grundstück an der Osterstraße (heute Mühlenstraße) eine neue Seifenfabrik errichtet und 1887 nahm man in Leer die Ölmühle als  erste Ölsaatenextraktionsanlage Deutschlands in Betrieb. 1936 erhielt das Unternehmen zudem auf dem gegenüberliegenden Hafengelände auf der Nesse eine etwa vier Hektar große Fläche im Erbbaurecht zur Flachsverwertung und Flachsröste. Seit den 1950er Jahren arbeitete auf der Nesse der Holzimport und die Holzverarbeitung Wilhelm Connemann und Theodor Schiewe. Nachdem Connemann 1949/50 eine Spanplatte aus Flachsschäben entwickelt hatte, wurde auf der Nesse zudem ein Spanplattenwerk für die Wilhelm Connemann Flachsverwertung errichtet, das sogenannte "Lino"-Spanplatten nach dem eigenen System herstellte. In den 1970er Jahren wurde die Fabrik in der Stadtmitte abgebrochen und zum Ernst-Reuter-Platz, einer Mehrzweckfläche mit Parkplätzen und Kinderspielplatz, umgebaut.

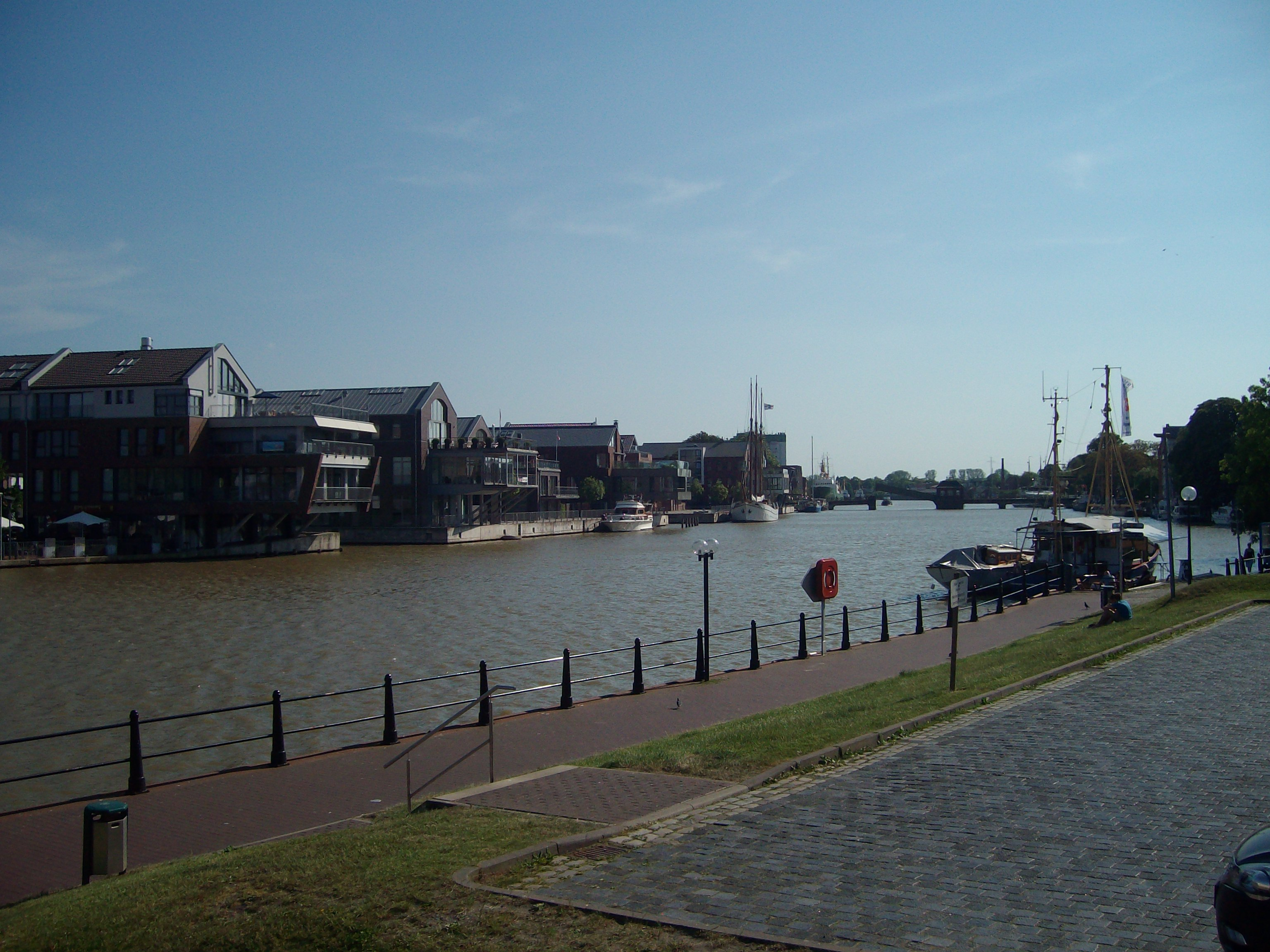
Blick vom Ernst-Reuter-Platz auf das „Neue Nessequartier“

Im Jahr 1987 ging Wilhelm Connemann in Konkurs. Die Firma war zu diesem Zeitpunkt der zweitgrößte Betrieb in der Stadt. Die Anlagen wurden danach von der Ölmühle Hamburg übernommen. Joosten Connemann, der weiterhin als Geschäftsführer für das Unternehmen arbeitete, entwickelte ab etwa 1990 ein 1993 patentiertes Verfahren, mit dem Biodiesel in einem kontinuierlichen Prozess aus Rapsöl und anderen Pflanzenölen gewonnen werden kann, nach dem im Jahr 2007 die zwölf größten Anlagen weltweit arbeiteten. An der Sägemühlenstraße in Leer entstand 1993 zunächst eine Pilotanlage mit einer Jahreskapazität von 7.000 Tonnen Biodiesel, der 1995 die erste industrielle Biodieselanlage Europas mit einer Kapazität von 80.000 Tonnen folgte. Nach der Schließung der Spanplattenfabrik wurde das Erbbaugelände im September 1998 an die Stadt zurück übertragen. Nach dem Abbruch der Industriebebauung entstand ein neuer Stadtteil mit Wohn- und Gewerbebebauung auf dem Gelände das „Neue Nessequartier“.
Der Betrieb der Rapsöl-Extraktionsanlage wurde im Jahre 2004 aufgrund schwieriger Rahmenbedingungen beendet, die Biodieselproduktion aber mit angeliefertem Rapsöl weitergeführt. Im Dezember 2007 firmierte die Ölmühle Connemann zur Leeno medical um, die Transportgeräte für Krankenhäuser, Altenheime und die Industrie herstellt. 2008 wurde das Mutterunternehmen Ölmühle Hamburg von Archer Daniels Midland übernommen. Im Dezember 2015 stellte die Biodiesel-Anlage in Leer den Betrieb komplett ein.